# Phymocythere lophota
Phymocythere lophota är en kräftdjursart som beskrevs av Hobbs och Peters 1993. Phymocythere lophota ingår i släktet Phymocythere och familjen Entocytheridae. Inga underarter finns listade i Catalogue of Life.